# UNウィメン日本事務所
座標: 北緯35度42分26.9秒 東経139度45分8.1秒 / 北緯35.707472度 東経139.752250度
UNウィメン日本事務所（英語: UN Women Liaison Office in Japan）は、UNウィメン（国際連合女性機関）が日本の首都東京に設置している連絡事務所（リエゾンオフィス）。2015年4月、アジア初の連絡事務所として開設された。

## 沿革
2013年9月、安倍晋三内閣総理大臣が第68回国際連合総会の一般討論演説において「女性が輝く社会」に向けたイニシアティブを打ち出し、日本がジェンダー平等を推進するUNウィメン（国際連合女性機関）の活動を尊重し、有力貢献国の一つとして誇りある存在になるよう目指すことを宣言した上で、UNウィメンを含む関係国際機関と連携を図ることを表明した。
2015年4月、アジア初の連絡事務所として東京都文京区の文京シビックセンター内にUNウィメン日本事務所が開設された。初代所長は、日本国外務省所属の外交官福嶌香代子。

## 所在地
〒112-0003　東京都文京区春日1-16-21 文京シビックセンター1階

## 所長
| 代 | 氏名（日本語） | 氏名（英語）     | 着任   | 退任     | 備考  |
| -- | -------------- | ---------------- | ------ | -------- | ----- |
| 1  | 福嶌香代子     | Kayoko Fukushima | 2015年 | 2017年   | [ 2 ] |
| 2  | 石川雅恵       | Kae Ishikawa     | 2017年 | 2023年   | [ 4 ] |
| 3  | 福岡史子       | Fumiko Fukuoka   | 2023年 | （現職） | [ 5 ] |